# Plaza Músico Óscar Tordera Iñesta
La plaza Músico Óscar Tordera Iñesta es un espacio público ubicado en el centro de Alicante, España. Recibe su nombre en honor al compositor y director de banda Óscar Tordera Iñesta (1899–1972), figura relevante de la música festera alicantina. Tras años de deterioro, la plaza fue completamente renovada y reabierta en 2023, convirtiéndose en un moderno espacio urbano con zona infantil, vegetación y una nueva cafetería.

## Etimología
El músico alicantino al que debe su nombre fue uno de los directores más destacados de la Banda Municipal de Alicante. Compuso pasodobles, himnos y piezas populares, muchas de las cuales se interpretan durante las Hogueras de San Juan. Fue autor de reconocidas composiciones para fiestas como pasodobles, marchas y zarzuelas.
Antes de recibir su denominación actual, la plaza se llamaba plaza Hermanos Pascual, en honor a Manuel y Santiago Pascual, dos falangistas ejecutados durante la Guerra civil española. En aplicación de la Ley de Memoria Histórica, el Ayuntamiento de Alicante procedió en 2018 a renombrar este y otros espacios públicos de la ciudad que exaltaban la dictadura franquista.

## Historia
La plaza ocupa un espacio junto a la calle Poeta Carmelo Calvo. Durante años la plaza permaneció cerrada al público y degradada, hasta que en 2022 comenzaron las obras de renovación. El proyecto tuvo una inversión de 840.000 euros y estuvo cofinanciado con fondos europeos FEDER dentro de la Estrategia de Desarrollo Urbano Sostenible e Integrado (EDUSI).
Las obras de reforma fueron ejecutadas por la mercantil Aitana Actividades de Construcción y Servicios. Incluyeron la instalación de juegos infantiles, mobiliario urbano, bancos, zonas ajardinadas con nuevos ejemplares de arbolado y un quiosco-cafetería con pérgola. También se revalorizó el acceso al refugio antiaéreo de la Guerra Civil que se encuentra bajo la plaza.
La plaza es plenamente accesible para personas con movilidad reducida. Se encuentra próxima a zonas comerciales del centro y bien conectada mediante transporte público, especialmente por autobús urbano.